# Pochwała za Wybitną Służbę
Pochwała za Wybitną Służbę (ang. Commendation for Distinguished Service) – australijskie wojskowe odznaczenie ustanowione 15 stycznia 1991.
Przyznawane jest członkom australijskich sił zbrojnych za wybitne wykonywanie obowiązków w operacjach wojennopodobnych („distinguished performance of duties in warlike operations”); może być nadane wielokrotnie, również pośmiertnie.
Na liście trzech australijskich odznaczeń wojskowych nadawanych za wybitną służbę jest ostatnie w kolejności za Krzyżem Wybitnej Służby (DSC) i Medalem Wybitnej Służby (DSM).
W australijskiej kolejności starszeństwa odznaczeń zajmuje miejsce bezpośrednio za brytyjską Pochwałą Królowej za Odważne Zachowanie (nadaną do 5 października 1992), a przed medalami za wojny, kampanie, służbę itp. Jeśli odznaczenie przyznano po ww. dacie, to zajmuje miejsce po australijskiej Pochwale za Odważne Zachowanie.
Do połowy roku 2006 wyróżniono w ten sposób 187 osób.